# Service Pack
| QS-Informatik | Dieser Artikel wurde wegen inhaltlicher Mängel auf der Qualitätssicherungsseite der Redaktion Informatik eingetragen. Dies geschieht, um die Qualität der Artikel aus dem Themengebiet Informatik auf ein akzeptables Niveau zu bringen. Hilf mit, die inhaltlichen Mängel dieses Artikels zu beseitigen, und beteilige dich an der Diskussion! (+) Begründung: Zu Microsoft-lastig, andere Produkte, die auch Service Packs als Aktualisierungen herausgebracht haben, werden derzeit nicht erwähnt. Außerdem braucht der Artikel eine generelle Überarbeitung, siehe auch Diskussion:Service Pack. ‣Andreas•⚖ 15:43, 19. Dez. 2021 (CET) |

Service Pack (englisch für Wartungspaket) ist ein von verschiedenen Herstellern verwendeter Begriff für die Zusammenstellung von Patches zur Aktualisierung eines ihrer Betriebssysteme und anderer Software-Produkte.

Installation des Service Pack 1 von Windows 7

Microsoft gab seit Veröffentlichung des Betriebssystems Windows NT bis zu Windows 7 sowie seiner Server-Pendants in unregelmäßigen, längeren Abständen Zusammenstellungen der Fehlerkorrekturen seiner auf NT basierenden Betriebssysteme und auch zu Anwendungen (z. B. Internet Explorer oder Microsoft Office) als Service Packs heraus. Seit Einführung von Windows 10 beziehungsweise Office 2016 wendet Microsoft das Service-Pack-Konzept nicht mehr an, vielmehr werden in regelmäßigen Abständen Aktualisierungen angeboten (Office: jeden Monat, Windows: ca. alle 6 Monate). 
Weitere Hersteller (zum Beispiel Network Associates) haben sich dieser Begriffsbildung angeschlossen.
Patches korrigieren in der Regel nur wenige oder kleine Fehler. Zum Beispiel bei Sicherheitslücken in Netzwerkprotokollen oder Netzwerkschnittstellen werden diese Patches kurzfristig als Hotfix durch den Hersteller bereitgestellt.
Service Packs bieten den Vorteil, dass sehr viele dieser Patches mit einer einzigen Installation eingespielt werden können. In der Regel enthält ein Service Pack alle Patches (soweit diese nicht obsolet wurden) seit der Hauptversion oder seit dem jeweils vorausgegangenen Service Pack. Zum Teil werden in Service Packs auch neue oder zuvor fehlende Eigenschaften realisiert. Daher kann ein Service Pack neben Fehlerkorrekturen auch Erweiterungen oder Verbesserungen wie bei einer Aktualisierung enthalten. Manche Service Packs werden von den Herstellern vorab zum Testen bereitgestellt und durchlaufen als Beta-Version eine Testphase.
Einige Anwendungen funktionieren laut der Gewährleistung eines Softwareherstellers auf einem Betriebssystem ab einer bestimmten installierten Version eines Service Packs. Servicepacks stellen somit eine neue Unterversion eines Software-Systems dar.
Service Packs sind in aller Regel kumuliert, das heißt, sie fassen auch die Aktualisierungen vorheriger Service Packs zusammen (z. B. enthält Service Pack 4 für Windows 2000 alle Korrekturen der Pakete 1, 2 und 3). Ist ein Service Pack nicht kumuliert, so müssen die Service Packs in der Reihenfolge ihres Erscheinens installiert werden. Dies ist jedoch nur bei sehr wenigen Produkten der Fall.